# Phyllosoma
Filossomo (do latim: phyllosoma), grafado por vezes filossoma, é a designação dada à primeira fase larvar dos crustáceos da infraordem Achelata, sendo uma das principais características deste clado.
São seres planctónicos (fazem parte do meroplâncton) transparentes, com uma grande "cabeça", mas todo o corpo achatado como uma folha de uma planta (daí o seu nome, do grego phylos, folha e soma, corpo), com grandes apêndices. Podem ser de tamanho diminuto ou macroscópico e levam de seis meses até dois anos (dependendo da espécie) para passarem à fase seguinte, denominada Puerulus.